# Marco Trebellio Massimo
Marco Trebellio Massimo (in latino: Marcus Trebellius Maximus; 5 circa – dopo il 75) è stato un magistrato, senatore e militare romano, console dell'Impero romano.

## Biografia

### Origini familiari e primi anni
Trebellio, nato attorno al 5, sembra essere stato originario della Gallia Narbonense, dove, nella città di Tolosa, sono attestati suoi possibili parenti, Quinto Trebellio Rufo e il figlio Trebellio Rufo Massimo. Tuttavia, è stata ipotizzata anche una origine, per lo meno ancestrale, della famiglia nella città italica di Fregellae.
Homo novus, i primi incarichi di Trebellio sono ancora oggetto di dibattito. Infatti, un passo degli Annali di Tacito testimonia un Marco Trebellio legato di legione che, nel 36, fu inviato dal legatus Augusti pro praetore di Siria Lucio Vitellio a circondare, con un corpo di quattromila legionari e ausiliari scelti, il ribelle popolo dei Cieti, che aveva fortificato i monti del Tauro nella regione della Cilicia Aspra: il legato di legione riuscì, al comando delle sue forze, a sottomettere i ribelli. La critica è divisa sull'identità del legato: se parte degli studiosi vuole vedere in lui il padre omonimo di Trebellio, gran parte degli studi propende per identificare il legato di legione con lo stesso Trebellio. Ciò porta a due conclusioni: se, come è stato proposto, la legazione legionaria era di rango questorio, Trebellio dovette ricoprire la carica di questore attorno al 33; d'altra parte, fu lui stesso a fare la conoscenza di Lucio Giunio Moderato Columella, all'epoca tribuno militare della legio VI Ferrata, che lo avrebbe in seguito ricordato nella sua opera tecnica.
Trebellio ricompare nella documentazione nell'immediato seguito dell'assassinio di Caligola nel gennaio 41: quando il console in carica Gneo Senzio Saturnino stava ricoprendo di improperi il defunto princeps e inneggiando al ripristino della libertà repubblicana, fu proprio Trebellio a smascherarne l'ipocrisia strappandogli dal dito un anello ornato con una gemma raffigurante l'effigie dello stesso Caligola.

### Culmine sotto Nerone
Nonostante la mancanza di testimonianze sotto Claudio, Trebellio ricompare nel primissimo anno di regno del nuovo princeps Nerone: egli, infatti, sostenuto dai suoi amici Lucio Anneo Seneca e Sesto Afranio Burro (suo possibile conterraneo di Gallia Narbonense), raggiunse il consolato suffetto, che ricoprì insieme allo stesso Seneca nei mesi di luglio e agosto del 55. Negli ultimi giorni del suo consolato, precisamente il 25 agosto, Trebellio fece passare in Senato il senatusconsultum Trebellianum de actionibus in fideicommissariis hereditatibus contra legatarios dandis, che innovò il diritto ereditario nell'ambito della tutela in via utile dell’erede fedecommissario, cui furono concesse tutte le azioni attive e passive contro il fiduciario.
Qualche anno dopo, nel 61, a Trebellio fu affidato il compito, insieme ad altri due consolari, di condurre un censimento nelle Gallie: a lui fu forse consegnata la più importante provincia di Gallia Lugdunense, come doveva sembrare adatto alla sua auctoritas di consolare più anziano, ma Tacito riporta che i due colleghi, i patrizi Quinto Volusio Saturnino (console ordinario del 56) e Tito Sestio Africano (console suffetto del 59), disprezzavano Trebellio in quanto più umile di loro.
Due anni dopo, Trebellio si vide affidato un incarico di somma importanza. Nel 63, infatti, fu nominato legatus Augusti pro praetore della provincia di Britannia, in sostituzione di Publio Petronio Turpiliano: la nomina è stata interpretata come dovuta all'esperienza militare pregressa di Trebellio, ma anche e soprattutto alla volontà di appagare l'ancora influente, ma ormai decaduto Seneca. Tacito, con parole sprezzanti, afferma che Trebellio amministrò la provincia con pigrizia senza alcuna attività militare: nonostante le sferzate dello storiografo, la mancanza di azioni belliche sotto Trebellio è stata ricondotta alla cautela che era meglio esercitare nella ricerca di gloria militare negli ultimi, mortiferi anni di regno di Nerone. Tacito, tuttavia, gli attribuisce anche una certa comitas (affabilità) nell'amministrazione della provincia: ciò era necessario all'alba della sanguinosa rivolta di Boudicca negli anni 60-61, e sembra aver condotto al consolidamento della romanizzazione nei territori britannici. Inoltre, sembra che Trebellio, durante il suo mandato, abbia spostato l'avanzata legio XX Valeria Victrix dall'accampamento di Burrium (l'attuale Usk) a quello di Glevum (Gloucester); inoltre, attorno al 66, Nerone ordinò il trasferimento della legio XIV Gemina dalla Britannia in Oriente per la progettata spedizione sul Caucaso. Nondimeno, durante il suo incarico, Trebellio si scontrò con Marco Roscio Celio, legato proprio della legio XX Valeria Victrix, forse relativamente alle ristrettezze economiche generali che avevano impedito che i soldati ricevessero la paga intera: lo scontro provocò una grave perdita di prestigio per Trebellio, che iniziò a essere disprezzato dai soldati per la sua avidità e in generale dall'intero esercito britannico.

### Ultimi anni
Nell'anno dei quattro imperatori, la situazione di Trebellio si fece evidentemente disperata: nel 69, egli fu costretto a fuggire dalla provincia a causa di una ribellione dei soldati, rifugiandosi presso il nuovo princeps Vitellio, il quale inviò prontamente in sostituzione Marco Vettio Bolano.
La carriera politica di Trebellio giunse così al termine, ma non così la sua esistenza: cooptato tra i confratelli Arvali forse già sotto Nerone, sotto Galba o (più probabilmente) sotto Vitellio, Trebellio ricoprì la sua carica sacerdotale ancora sotto Vespasiano, divenendo magister del collegio nel 72 in occasione di cerimonie dalle quali fu però assente e poi comparendo tra i membri officianti nel 75. Dopo queste ultime menzioni, Trebellio scompare dalla storia.